# Chain Home

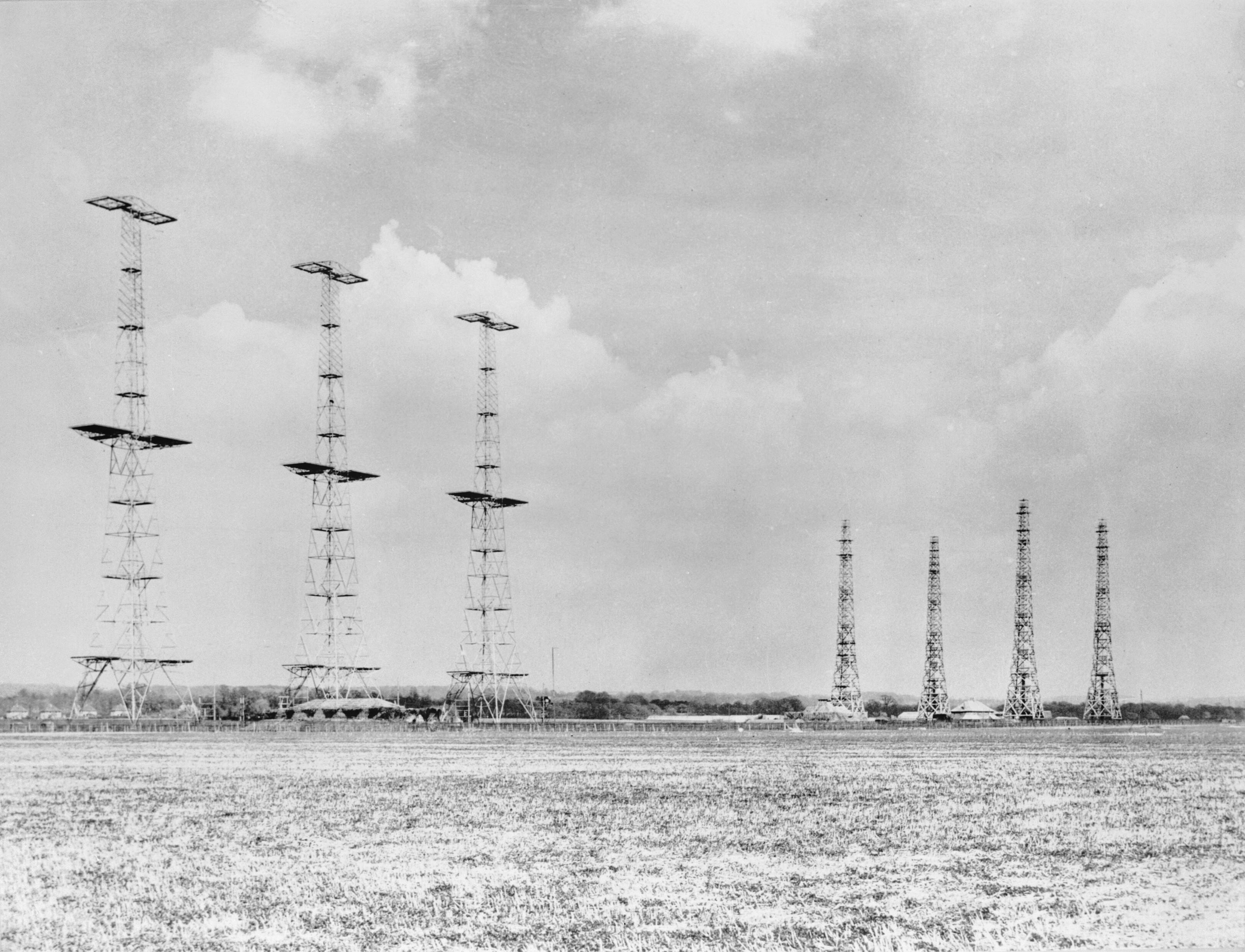
RAF-Basis Poling (West Sussex) im Jahr 1945: vor den Sendetürmen links das verbunkerte Senderhaus, rechts Empfangsantennen mit zugehörigem Gebäude

Chain Home (CH), deutsch „Kette Heimat“, war der Deckname eines Systems von Radarstationen, die vom britischen Luftfahrtministerium (Air Ministry) vor und während des Zweiten Weltkrieges an den Küsten Großbritanniens zur Frühwarnung vor feindlichen Flugzeugen errichtet wurden. Das aufgebaute System zur Darstellung der Informationen und Führung des Abwehrkampfes war nicht weniger wichtig als die Technik und wurde später Dowding-System genannt.
Die gesamte Chain-Home-Radarkette bestand anfangs aus zwei Gerätetypen: dem AMES Type 1 (Air Ministry Experimental Station; deutsch: Experimentalstation des Luftfahrtministeriums Typ 1) mit einer Wellenlänge von 10 m bis 13,5 m (Frequenz 30–22 MHz) im 10‑Meter-Band, das für die Frühwarnung von hochfliegenden Flugzeugen bis in 200 km Entfernung zuständig war, und dem mit 200 MHz auf einer Wellenlänge von 1,5 m im Ultrakurzwellenbereich arbeitenden Chain Home Low (CHL)/AMES Type 2, das eine geringere Reichweite von rund 80 km hatte, aber auch tieffliegende Maschinen bis zu 150 m Flughöhe über Grund erfassen konnte. Anfang 1943 kam das Chain Home Extra Low (CHEL; AMES Type 13 bzw. 14) zum Einsatz, das im Dezimeterwellenbereich mit Frequenzen um 3 GHz (10 cm Wellenlänge) arbeitete.

## Geschichte
Ingenieure der Post hatten 1930/31 beschrieben, wie Flugzeuge VHF-Übertragungen störten, aber die rasche Erforschung wurde verhindert durch die bestehende Definition der RAF zur Vorwarnung mit Horcheinrichtungen und durch Nicht-Zuständigkeit der Verantwortlichen («The failure to identify radio-based technologies as a possible solution to the early warning problem thus lies with the way the RAF had defined the role of the Director of Scientific Research (which excluded radio matters»)).
Darum hatten die Verantwortlichen, nach dem Ersten Weltkrieg und bis die Anforderungen der RAF im Zusammenhang mit höheren Fluggeschwindigkeiten stiegen, bis in den November 1934 ein Frühwarnsystem aufgrund eines Horchsystems einzurichten versucht. William Sansome Tucker konnte damit bei Versuchen eine Vorwarnung über 30 Kilometer erreichen. Das erste funktionierende Radarsystem im Jahr 1935, sowie höhere Fluggeschwindigkeiten, bedeutete das Ende der Horchsysteme, nachdem das Radar die Vorwarnungsdistanz auf 60 Kilometer verdoppeln konnte.
Dieses System stammte von Robert Watson-Watt und Arnold Wilkins. Die Fähigkeit, Flugzeuge zu entdecken, hatte Watson-Watt erlebt, als er mit Funkmessgeräten Gewitter verfolgte. Im Februar 1935 wurde das Echo einem Vertreter des Luftfahrtministeriums vorgeführt. Zufällig geschah das an genau dem Tag als Hitler am 26. Februar 1935 der Welt seine Luftwaffe offenbarte.
Am 24. September 1937 war die Anlage in Bawdsey die erste operationelle Radarstation der Welt.
Bis 1938 war das System um London mit fünf Radarstationen errichtet und das ganze Benachrichtigungssystem ausgearbeitet. London hatte nun eine 20-Minuten-Vorwarnzeit. Von September 1938 bis September 1939 folgte der Ausbau mit weiteren 14 Radarstationen und einer Abdeckung von Newcastle bis zur Isle of Wight. Am 3. August 1939 tauchte der Zeppelin LZ130 an der britischen Küste auf. Die Spezialisten an Bord maßen einen ununterbrochen 25-Hertz-Puls während des ganzen Fluges. Diese Spezialisten hatten die ganze Zeit die synchronisierten Impulse der Chain-Home-Radarkette empfangen und erklärten sich diese mit Pulsen aus Starkstromleitungen. Sie hatten sich ein Radarsystem auf dieser tiefen Frequenz gar nicht vorstellen können. Aus diesem Grund wurden die bestens bekannten 100 Meter hohen Antennentürme im Krieg zunächst nicht bombardiert. Nachdem die Deutschen die Richtungsanweisungen der RAF an die Jäger per Funk hörten bombardierten sie vier Radaranlagen. Trotz gemeldeter Zerstörung war das Radarsignal wegen vorhandener weiterer mobiler Anlagen ständig weiter zu messen. Die Deutschen verzichteten auf weitere Angriffe auf die Radarstationen nachdem sie merkten wie wenig die ersten Zerstörungen der Türme gebracht hatten.
Den ersten Belastungstest bildete die Luftschlacht um England (Battle of Britain) im Jahre 1940, als anfliegende Bomber der deutschen Luftwaffe frühzeitig genug erkannt werden konnten.
Das Chain-Home-System war sehr einfach ausgelegt, und zur Sicherstellung der Gefechtsbereitschaft wurde es eilig von der Forschungsstation Bawdsey des Luftfahrtministeriums unter der Leitung von Robert Watson-Watt in Betrieb genommen. Der Pragmatiker Watson-Watt war der Meinung, dass die drittbeste, aber verfügbare einer nicht verfügbaren zweitbesten und einer niemals verfügbar werdenden besten Lösung vorzuziehen sei. Chain Home war sicherlich in diesem Sinn das drittbeste System und litt an Ausfällen und Fehlalarmen, aber es war das beste verfügbare System und lieferte dringend notwendige Informationen.
Während der Kämpfe wurden die Chain-Home-Stationen – insbesondere in Ventnor auf der Isle of Wight – zwischen dem 12. und 18. August 1940 mehrfach angegriffen. Einmal wurde der Radarbereich von Kent inklusive der Station in Dover durch einen Treffer auf die Stromversorgung funktionsunfähig. Die Holzhäuser mit der Radarausrüstung wurden beschädigt, aber die Türme blieben durch ihre Stahlfachwerkkonstruktion funktionsfähig. Nur die Station auf der  Isle of Wight war nicht in Kürze wieder sendebereit. Da die meisten Türme unbeschädigt blieben und die Signalanbindung bald wiederhergestellt werden konnte, ging die Führung der deutschen Luftwaffe davon aus, dass es schwierig sei, die Stationen mit Bomben zu zerstören, und ließ sie für den Rest des Krieges unbehelligt. Der deutschen Luftwaffenführung war die Bedeutung der Chain-Home-Radarstationen für die britische Luftverteidigung entweder nicht bewusst, oder sie ließ sich durch das Verhalten der Briten täuschen, denn verstärkte Versuche einer (Zer-)Störung blieben bis zuletzt aus. Eine andere Möglichkeit besteht darin: Die Deutschen kannten sehr wohl den Zweck von Chain Home, wollten aber die starken Aussendungen für ihre eigenen Zwecke nutzen. Ab 1943 wurden die Aussendungen vom deutschen Heidelberg-Projekt für ein passives Radarsystem verwendet. Dieses Radar wurde unter anderem zur Verfolgung der eigenen deutschen V2-Raketen eingesetzt. Da es passiv arbeitete, konnte es nicht wie andere Systeme gestört werden. Und die Engländer konnten das System nicht einfach abschalten, da es zur Frühwarnung gegen diese Raketen benötigt wurde.
Das Chain-Home-System wurde nach dem Krieg abgebaut, nur einige Stahlgittermasten sind übriggeblieben und einer neuen Verwendung im 21. Jahrhundert zugeführt worden. Einer dieser 110 m hohen Sendemasten befindet sich heute auf dem Werksgelände von BAE Systems in Great Baddow in Essex. Dieser Mast stammt ursprünglich aus Canewdon und ist vermutlich der letzte, der unverändert erhalten ist.
Chain Home verwendete getrennte Sende- und Empfangsantennen. Die Sendeantennen wurden von 110 Meter hohen freistehenden Stahlfachwerktürmen getragen, während die Empfangsantennen von 73,15 Meter hohen Holztürmen getragen wurden.
Das Chain-Home-System ist mit dem deutschen Freya-Radar vergleichbar.

## Spionagefahrt der Graf Zeppelin im August 1939

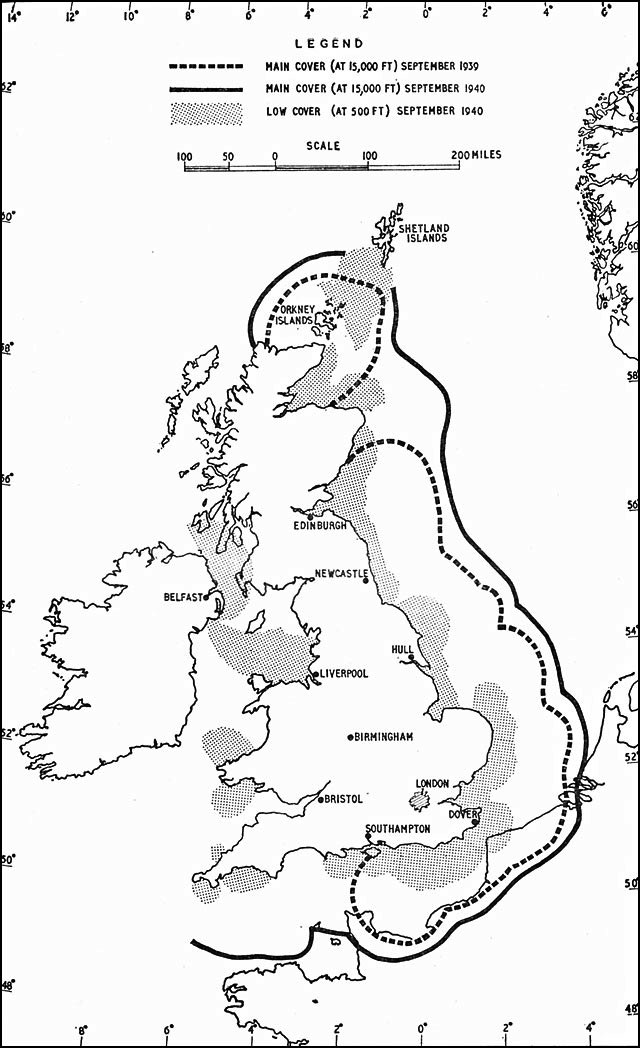
Radarreichweite 1939–1940

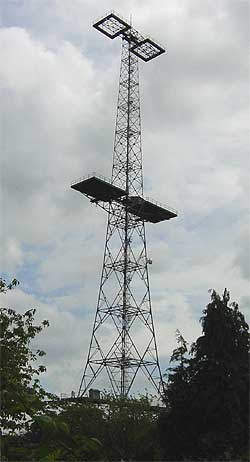
Der Chain-Home-Mast in Great Baddow

Von Mai bis August 1939 unternahm das deutsche Luftschiff LZ130 zwei Flüge entlang der britischen Küstenlinie, um zu untersuchen, ob die über 100 m hohen, von Portsmouth bis Scapa Flow errichteten Türme der Funkortung von Flugzeugen dienten. Von LZ130 aus wurde eine Reihe von Tests durchgeführt, vom Empfang von Radiowellen, Analyse der Magnetfelder und Radiofrequenzen bis zur Aufnahme von Fotos. Trotz einer umfangreichen Ausrüstung mit Messgeräten konnten keine einer Funkortung zugehörigen Ausstrahlungen festgestellt werden, da man den falschen Frequenzbereich oberhalb 200 MHz (Dezimeterwelle) beobachtete, der damals von den Briten noch nicht benutzt wurde. Das Ergebnis der beiden Aufklärungsflüge war, dass die hohen Türme an der Küste nicht zu einem Radarnetz gehören würden, sondern ein Funknetz der Royal Navy bzw. zur Unterstützung von Rettungsmaßnahmen seien. Andere Quellen behaupten, dass die Deutschen sehr wohl Aussendungen registriert haben und auch eine Pulsfrequenz von 25 Hertz beobachtet haben. Schließlich muss es jedem geschulten Beobachter klar gewesen sein, dass zwischen den 3 Stahlgittertürmen Drahtantennen gespannt waren und auch die 4 Holzmasten der Empfangsanlage über solche Dipolantennen verfügten. Drahtantennen werden im Kurzwellenbereich verwendet und nicht auf höheren Frequenzen. Da die Antennen aber nicht drehbar waren, und die Deutschen annahmen, dass dies eine Voraussetzung für ein funktionierendes Radar darstellte, nahmen sie nach diesen Quellen an, dass es sich um eine Navigationsanlage handelte, um Flugzeugen die sichere Rückkehr zum Standort zu ermöglichen. Auch hielten sie Kurzwelle für Radaranwendungen für wenig geeignet, da die Genauigkeit eines Radarsystems mit der Frequenz steigt. In Entwicklung befindliche deutsche Anlagen arbeiteten auf 250 bzw. 560 MHz.

## Technische Daten
- Frequenz: 20–30 MHz
- Wellenlänge: 15–10 m
- Impulsleistung: 350 kW (später 750 kW)
- Impulsfolgefrequenz: 25 Hz und 12,5 Hz
- Impulsdauer: 20 Mikrosekunden
- Reichweite: 200 km
- Suchsektor: 120 Grad, nicht schwenkbar[11]
- Anzahl der Stationen: Zu Beginn des Krieges 18, 50 zum Ende des Krieges (zur Vermeidung von Interferenzen zeitsynchronisiert vom Stromversorgungsnetz)[12]

## Standorte Chain Home/Ames Type 1
- Bawdsey: Suffolk: 1 2
- Branscombe: Devon
- Brenish: Western Isles:
- Bride: Isle of Man: 1
- Broadbay: Western Isles
- Canewdon: Essex
- Castell Mawr: Near Llanrhystud, Ceredigion: AMES No. 67
- Dalby: Isle of Man: 1
- Danby Beacon: Lealholm, North Yorkshire
- Douglas Wood: Monikie, Angus
- Dover (Swingate): Kent
- Downderry: Cornwall
- Drone Hill: Near Coldingham, Borders
- Drytree: Goonhilly Downs, Cornwall
- Dunkirk: Kent: 1
- Folly: Nolton, Pembrokeshire
- Great Bromley: Essex
- Greystone: County Down, Nordirland: AMES No. 61
- Hawks Tor: Plymouth, Devon
- Haycastle Cross: Pembrokeshire
- High Street: Darsham, Suffolk
- Hillhead: Memsie, Aberdeenshire
- Kilkeel: County Down, Nordirland: AMES No. 78
- Kilkenneth: Tiree, Argyll and Bute:
- Loth: Helmsdale, Sutherland:
- Netherbutton: Holm, Orkney Islands: 1
- Nefyn: Gwynedd: AMES No. 66: 1 2 (Memento vom 10. Juli 2012 im Webarchiv archive.today)
- Newchurch: Kent
- North Cairn: Near Stranraer, Dumfries: AMES No. 60
- Northam: Devon
- Noss Hill: Shetland Islands
- Ottercops Moss: Otterburn (Northumberland)
- Pevensey: East Sussex
- Poling: West Sussex
- Port Mor ACH: Tiree, Argyll and Bute
- Rhuddlan: Denbighshire: AMES No. 65
- Ringstead: Ringstead Bay, Dorset
- Rye: East Sussex
- St Lawrence: Isle of Wight: 1
- Saligo Bay: Islay, Argyll and Bute
- Sango: Durness, Sutherland:
- Scarlett: Isle of Man: 1
- Schoolhill: Portlethen, Aberdeenshire: 1
- Sennen: Cornwall
- Skaw: Unst, Shetland Islands
- Southbourne: Dorset
- Staxton Wold: North Yorkshire
- Stenigot: Louth, Lincolnshire
- Stoke Holy Cross: Norfolk
- Tannach: Wick, Caithness
- Tower: Blackpool, Lancashire: AMES No. 64
- Trelanvean: Goonhilly Downs, Cornwall
- Trerew: Newquay, Cornwall
- Ventnor: Isle of Wight: 1
- Warren: Pembrokeshire
- West Prawle: Devon
- Whale Head: Sanday, Orkney Islands
- Worth Matravers: Swanage, Dorset
- Wylfa: Isle of Anglesey: AMES No. 76